# Berlin-Britz
Pour les articles homonymes, voir Berlin (homonymie) et Britz.
Berlin-Britz [bʁɪt͡s]  est un quartier de Berlin, faisant partie de l'arrondissement de Neukölln.
On y trouve le complexe aquatique abandonné Blub.

## Population
Le quartier comptait 41 981 habitants le 1er janvier 2017 selon le registre des déclarations domiciliaires.

## Histoire
La première trace écrite de Britz est en 1305 sous la plume de Heinricus de Bryzk. Dans le livre de la Marche de Brandebourg (Landbuch der Mark Brandenburg), il est fait mention de Britzik, Brisk, Brysk et Brisck. Le nom provient du slave bříza qui signifie bouleau.
Britz devient un quartier berlinois lors de la réforme territoriale du grand Berlin le 1er octobre 1920, inclus dans le district de Neukölln. Il y résidait alors 13 475 habitants. En 2001, Berlin-Britz fait partie de l'arrondissement de Neukölln, qui reprend les frontières du district.

## Transports

### Stations de métro
:
* Grenzallee
* Blaschkoallee
* Parchimer Allee
* Britz-Süd